# Vegar Eggen Hedenstad
Vegar Eggen Hedenstad (Elverum, 26 juni 1991) is een Noors voetballer die bij voorkeur als centrale verdediger speelt. Hij verruilde in 2012 Stabæk Fotball voor SC Freiburg. Dat verhuurde hem in juli 2014 aan Eintracht Braunschweig.

## Clubcarrière
Hedenstad debuteerde in 2006 voor Elverum Fotball, de club waar hij doorstroomde vanuit de jeugdopleiding. Op 7 juni 2008 debuteerde hij voor Stabæk Fotball in de Tippeligaen tegen Strømsgodset IF. In totaal speelde hij 94 wedstrijden in de Noorse hoogste divisie. Op 17 juli 2012 ondertekende hij een vierjarig contract bij het Duitse SC Freiburg. Op 1 september 2012 debuteerde hij in de Bundesliga tegen Bayer Leverkusen.

## Interlandcarrière
Hedenstad debuteerde voor Noorwegen op 15 januari 2012 in de vriendschappelijke wedstrijd tegen Denemarken. Hedenstad nam in 2013 met Jong Noorwegen deel aan de EK-eindronde U21 in Israël. Daar verloor de ploeg onder leiding van bondscoach Tor Ole Skullerud in de halve finale met 3-0 van de latere toernooiwinnaar Spanje.
1 Hansen ·
2 Reitan ·
3 Augustinsson ·
4 Hoff ·
5 Skjelbred ·
7 Henriksen  ·
8 Konradsen ·
9 Islamović ·
10 Molins ·
11 Holse ·
14 Wiedesheim-Paul ·
15 Eyjólfsson ·
16 Hovland ·
18 Zachariassen ·
20 Tagseth ·
22 Vecchia ·
24 Tangvik ·
25 Andersson ·
26 Šerbečić ·
27 Sæter ·
35 Ceide ·
Tettey ·
Coach: Hareide